# Жељко Р. Андрић
Жељко Р. Андрић (Лозница, 1984) српски је оперски певач, баритон, првак Опере Српског народног позоришта у Новом Саду и директор опере овог театра.

## Биографија
Рођен 1984. у Лозници, а 2003. године је завршио Музичку школу Станковић у Београду. Уписао је Академији уметности у Новом Саду, где је дипломирао на одсеку теорије музике 2008. године, а 2011. је дипломирао и на одсеку соло певања у класи проф. Вере Ковач Виткаи. 
Мастер студије завршава 2013. на Факултету музичке уметности у Београду у класи проф. Николе Мијаиловића. Усавршавао се и у Бечу, код професора̂ Сеада Буљубашића и Волфганга Шеидта.

## Репертоар
Као првак Опере Српског народног позоришта Андрић тумачи водеће баритонске улоге, међу којима се издвајају Амонасро у опери Аида Жорж Жермон у опери Травијата, гроф Луна из Трубадура и Риголето из истоимене опере Ђузепеа Вердија.
Баритонске улоге остварио је и као гост у Русији.